# Lingones

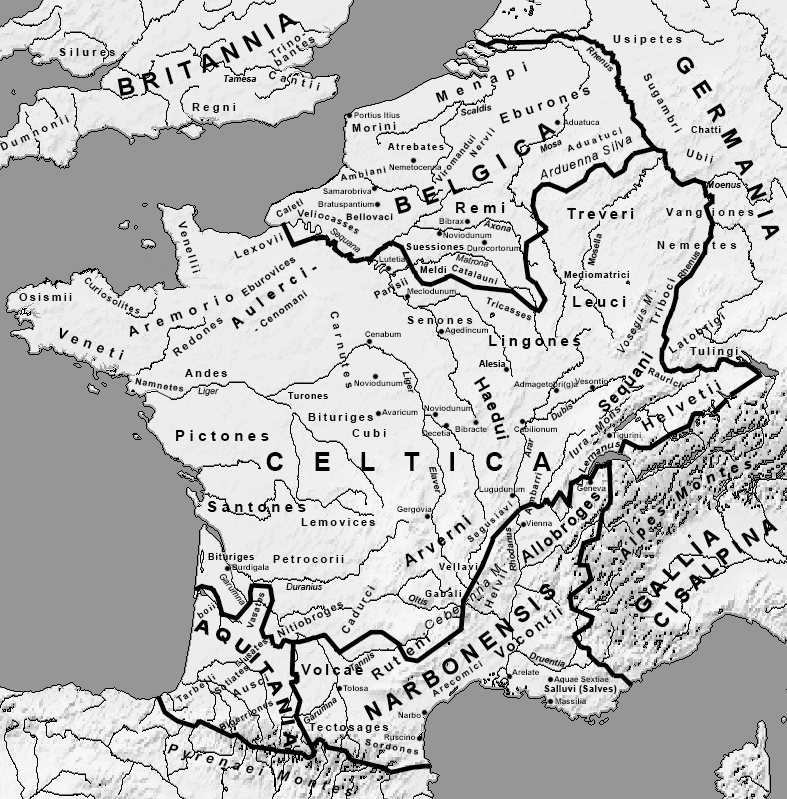
Kaart van Gallië met daarop het gebied van de Lingones, hier aangegeven onder de grens met Belgica

De Lingones waren een  Gallische stam die (in ieder geval in de 1e eeuw v.Chr.) verbleef in het huidige Franse departement Haute-Marne. Hun hoofdstad was Andematunnum, het huidige Langres. 
In de 4e eeuw v.Chr. verschenen de Lingones voor het eerst in de geschiedenis toen zij als onderdeel van een grotere Keltische migratie en in samenwerking met andere Gallische stammen Italië binnentrokken. Senones, Boii en Lingones hadden eerst een verwoestende werking op de laatste Etruskische  bolwerken in Noord-Italië voordat zij Rome zelf het vuur na aan de schenen legden. Onder leiding van de Senonische aanvoerder Brennus werd Rome praktisch geheel ingenomen en geplunderd (386 v.Chr.). Pas door het betalen van een groot losgeld voorkwamen de Romeinen volledige vernietiging.
De Lingones en de andere Gallische stammen trokken zich terug en vestigden zich in de Povlakte.
In 58 v.Chr. speelden de Lingones opnieuw een belangrijke rol in de geschiedenis. Door de vanuit geografisch oogpunt gunstige ligging die Andematunnum had,  had het zich ontwikkeld tot een economisch centrum van handel tussen noord en zuid, en west en zuid. De verovering door de Romeinen van Gallië onder leiding van Gaius Julius Caesar betekende voor de Lingones dan ook een versteviging van hun handel door de versteviging van de verbinding met de Middellandse Zee. Tijdens hun aanwezigheid in Oost-Frankrijk konden de Romeinen dan ook rekenen op graantoevoer van de Lingones.
Ook politiek en militair gezien kon Caesar op de Lingones rekenen. Aan het begin van de opstand van Ambiorix vonden twee in de verdrukking geraakte Romeinse legioenen onderdak in Andematunnum en bij de slag bij Alesia leverden zij Caesar hulptroepen. 
In korte tijd werden de Lingones dan ook volledig geromaniseerd.
Dit bleek toen de Lingones in de zestiger jaren van de eerste eeuw n.Chr. een opmerkelijke rol gingen spelen in de toen woedende Romeinse burgeroorlog. Na de verschillende pogingen tot overname van de Romeinse keizerspositie tijdens het Vierkeizerjaar van 69 n.Chr. en verschillende opstanden tegen Rome, was daar ineens de Lingoonse Julius Sabinus die zich tegen Rome keerde. Echter niet om het Romeinse juk af te werpen, maar juist om Romeins keizer te worden. Ondanks aanvankelijke successen slaagde hij er echter niet in om andere Gallische stammen te onderwerpen of aan zijn zijde te krijgen en de Lingones werden uiteindelijk verslagen door drie Romeinse legioenen onder leiding van Appius Annius Gallus. 
Hoewel de inwoners van Andematunnum vreesden voor een plundering van hun stad werden hun angsten niet bewaarheid. Wel moesten de Lingones hulptroepen leveren aan Rome en werd Julius Sabinus geëxecuteerd.
In de eeuwen na deze opstand werden de Lingones volledig geïntegreerd in het Romeinse Rijk. Als aparte – Gallische – identiteit hielden ze dan ook op te bestaan.

## Bron
J. Lendering, Lingones, Livius.org, 2005.

## Primaire bronnen
- Gaius Plinius Secundus maior, Naturalis Historia
- Gaius Julius Caesar, Commentarii de bello Gallico
- Titus Livius, Ab urbe condita
- Sextus Julius Frontinus, Strategematicon
- Publius Cornelius Tacitus,  Historiae

Gallia Cisalpina:
Anares · Beluni · Boii · Carni · Caturiges · Cenomani · Ceutrones · Insubres · Lepontii · Libici · Lingones · Nerusi · Salassi · Segusani · Suetri · Taurini · Vedianti

Gallia Transalpina:
Aedui · Albici · Allobroges · Ambarri · Ambiani · Andecavi · Arecomici · Atrebati · Aulerci Cenomani · Aulerci Diablintes · Aulerci Eburovices · Arverni · Baiocasses · Bellovaci · Bituriges Cubi · Bituriges Vivisci · Cadurci · Caleti · Carnutes · Catalauni · Caturiges · Cavares · Cenomani · Centrones · Cetrones · Commoni · Condrusi · Coriosolitae · Durocasses · Eciates · Eleuteti · Gabali · Garocelli · Geidumni · Grudii · Helvetii · Helvii · Lemovices · Leuci · Levaci · Lexovii · Lingones · Mandubii · Mediomatrici · Medulli · Menapii · Morini · Namnetes · Nantuates · Nerviërs · Nitiobriges · Osismii · Parisii · Petrocorii · Pictones · Pleumoxii · Redones · Remi · Ruteni · Salluviërs · Santones · Segni · Segovellauni · Segusiavi · Senones · Sequani · Silvanectes · Sordones · Suessiones · Tectosages · Tigurini ·  Tougener · Treveri · Tricasses · Tricastini · Turones ·  Veliocasses · Vellavi · Venelli · Veneti · Viducasses · Viromandui · Vocontii · Volcae Arecomici · Volcae Tectosages · Vivisci